# Camporgiano
Camporgiano é uma comuna italiana da região da Toscana, província de Lucca, com cerca de 2.393 habitantes. Estende-se por uma área de 27 km², tendo uma densidade populacional de 89 hab/km². Faz fronteira com Careggine, Castelnuovo di Garfagnana, Minucciano, Piazza al Serchio, Pieve Fosciana, San Romano in Garfagnana, Vagli Sotto.

## Demografia
| Variação demográfica do município entre 1861 e 2011                               |
|                                                                                   |
| Fonte: Istituto Nazionale di Statistica (ISTAT) - Elaboração gráfica da Wikipedia |